# Юзе (Ардеш)
Юзе́ (фр. и окс. Uzer) — коммуна во Франции, находится в регионе Рона — Альпы. Департамент коммуны — Ардеш. Входит в состав кантона Ларжантьер. Округ коммуны — Ларжантьер.
Код INSEE коммуны — 07327.

## Население
Население коммуны на 2008 год составляло 419 человек.
| 1962 | 1968 | 1975 | 1982 | 1990 | 1999 | 2008 |
| ---- | ---- | ---- | ---- | ---- | ---- | ---- |
| 259  | 274  | 305  | 337  | 368  | 336  | 419  |

## Экономика
В 2007 году среди 240 человек в трудоспособном возрасте (15—64 лет) 168 были экономически активными, 72 — неактивными (показатель активности — 70,0 %, в 1999 году было 66,2 %). Из 168 активных работали 141 человек (83 мужчины и 58 женщин), безработных было 27 (11 мужчин и 16 женщин). Среди 72 неактивных 11 человек были учениками или студентами, 38 — пенсионерами, 23 были неактивными по другим причинам.

## Фотогалерея

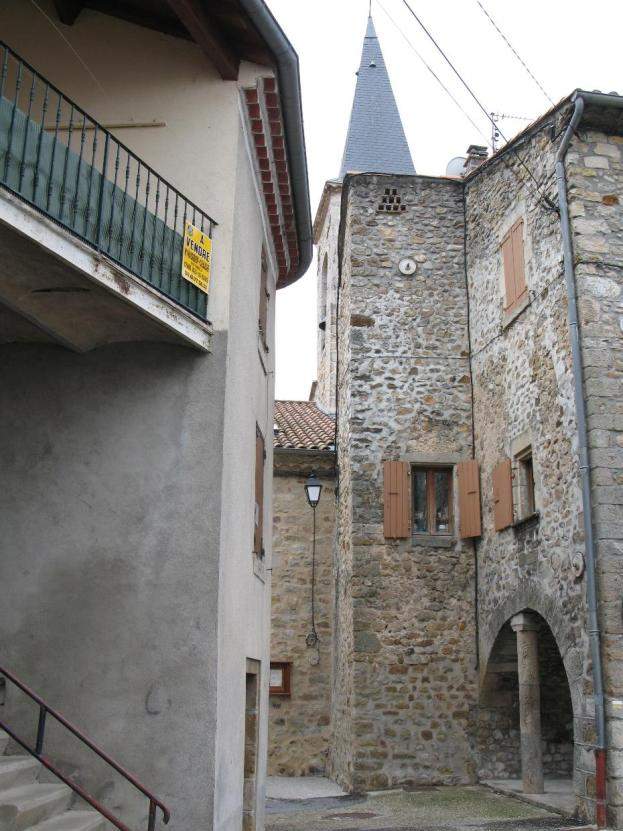
Юзе
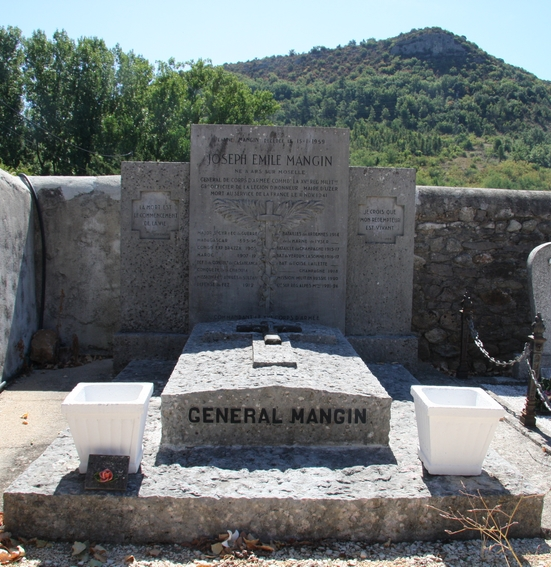
Могила генерала Эмиля Манжена
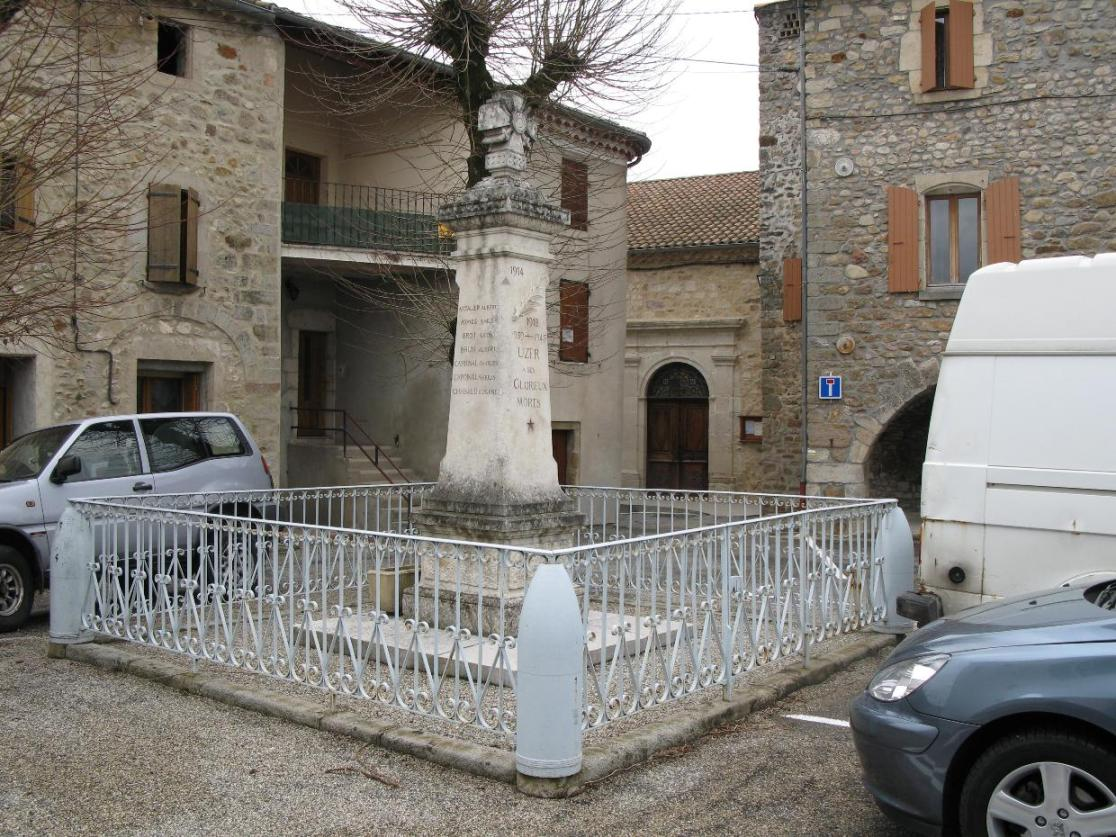
Памятник погибшим в Первой мировой войне
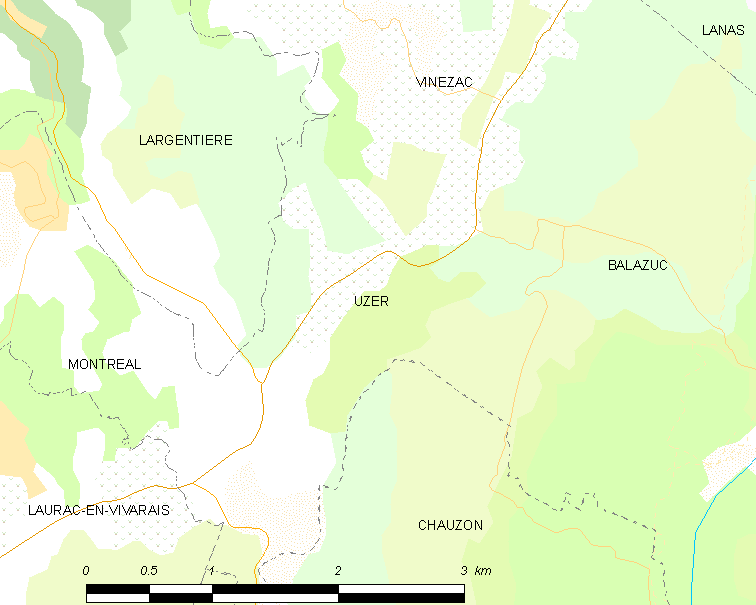
Карта коммуны